# ویل هالند
ویل هالند یک موسیقیدان، دی‌جی و تهیه‌کننده موسیقی است. او اهل ووسترشر است و در کلمبیا سکونت دارد.